# Metzneria acrena
Metzneria acrena är en fjärilsart som beskrevs av Edward Meyrick 1908. Metzneria acrena ingår i släktet Metzneria och familjen stävmalar. Inga underarter finns listade i Catalogue of Life.